# ウィリアム・ロバート・ロバートソン
陸軍元帥、初代準男爵サー・ウィリアム・ロバート・ロバートソン（Sir William Robert Robertson,  GCB(GCVO, GCMG), DSO、1860年1月29日-1933年2月12日)は、イギリスの陸軍軍人。

## 来歴
第一次世界大戦において1916年-1918年の間、参謀総長（CIGS）を務め、ドイツに的を絞った西部戦線の戦略を担当するとともに、他の戦線における些末と見なした作戦には否定的な態度をとった。
一方、陸軍大臣、その後、首相となったデビッド・ロイド・ジョージと次第に関係が悪化し、フランスの総司令官であるロベール・ニヴェルにイギリス軍を従属させようとするロイド・ジョージの試みで、退任の危機に瀕した。
1917年には、西部戦線への十分な米軍が到着するまで、イギリスは他の戦域に注力すべきであるというロイド・ジョージの見解と対立し、パッシェンデールの戦い（第三次イーペル会戦）における攻撃の継続を支持した。
ロバートソンは、一兵卒から陸軍元帥まで昇進した最初かつ唯一のイギリス陸軍軍人である。